# Абашкин, Павел Иванович
Па́вел Ива́нович Аба́шкин (25 декабря 1923 года, Никитино, Рязанская губерния — 4 января 2005 года, Электросталь, Московская область) — сталевар завода «Электросталь» имени И. Ф. Тевосяна, Герой Социалистического Труда (1971).

## Биография
Родился в деревне Никитино Спасского уезда Рязанской губернии.
В 1941—1947 в РККА, участник Великой Отечественной войны, командир орудия.
На заводе «Электросталь» с 1950 г., шихтовщик сталеплавильного цеха № 3, с 1951 г. — бригадир шихтовщиков, с 1 апреля 1959 по 1978 г. — сталевар индукционных печей сталеплавильного цеха № 3. С 1978 по 1986, уже будучи на пенсии, работал плотником в своём цехе.
За досрочное выполнение 7-летнего плана и достигнутые при этом успехи, а также за активную общественно-политическую деятельность 30 марта 1971 г. присвоено звание Героя Социалистического Труда. Награждён двумя орденами Отечественной войны I степени (1943, 1985), медалями.
Умер 4 января 2005 года после продолжительной болезни. Похоронен в Электростали на Новом кладбище (16 участок).

## Семья
Жена — Абашкина Мария Максимовна (20.10.1925 — 04.03.2010)

## Адрес
Жил по адресу: г. Электросталь, ул Радио, д. 10, кв. 87.